# Коџи Танака
Коџи Танака (јап. 田中 孝司; 2. новембар 1955) бивши је јапански фудбалер.

## Каријера
Током каријере је играо за НКК.

## Репрезентација
За репрезентацију Јапана дебитовао је 1982. године. За тај тим је одиграо 20 утакмица и постигао 3 гола.

## Статистика
| Јапан  | Јапан   | Јапан  |
| Година | Наступи | Голови |
| ------ | ------- | ------ |
| 1982.  | 6       | 0      |
| 1983.  | 8       | 3      |
| 1984.  | 6       | 0      |
| Укупно | 20      | 3      |